# Colltort comú
El colltort o formiguer (Jynx torquilla) és un representant força primitiu dels pícids i que, de fet, és bastant diferent dels altres picots. El seu nom fa referència a la seua facultat de moure el cap en tots els sentits. També es coneix com a llenguerut, llengut, llenguallarg, llepallosa (Balears), dormidor, formiguer, blauet, engaliador, xurla o aucell de la pluja.

## Morfologia
Fa 16 cm de llargària. Té un plomatge de colors apagats, gris i bru amb taques blanques per damunt i ratllat finament per sota. Té la cua llarga i arrodonida el bec curt, recte i punxegut, les potes molt curtes amb dos dits endavant i dos endarrere; la llengua llarga, viscosa i protràctil.

## Ecologia
És ocell emigrant que a l'estiu habita al centre i al sud d'Europa, i a l'hivern emigra a l'Àfrica. Defuig els boscos i només viu en arbredes i en els límits dels boscos que toquen els camps conreats. Es nodreix de formigues, escarabats, aranyes i larves que atrapa amb la llengua i a terra. Són, fonamentalment, ocells estiuencs, encara que també hi ha alguns que hivernen. En aquest aspecte, es diferencien de la resta de picots, que tenen costums plenament sedentaris. A més, aquests viatges els realitzen durant la nit.
Quan es veu en perill reacciona d'una manera característica: entaforat en el seu amagatall, avança i retira el cap, d'una manera lenta i amatent, alhora que emet un xiulet que recorda una serp i estarrufa les plomes del cap, mig desemmarcant-ne els ulls. L'acció acostuma a ésser efectiva i provoca el desengany de l'intrús, que, normalment, rebutja l'enfrontament amb les serps i, per si de cas, amb tot el que s'hi assembli.
No fa forats als arbres ni en colpeja la fusta, sinó que aprofita els forats ja fets per amagar-hi el seu niu que semblantment als altres picots, no queda recobert amb cap altre material. A l'abril-maig, la femella fa la posta de 7 o 10 ous de color blanc i és ella l'encarregada de covar-los durant 12 dies, però en l'alimentació de la niuada també hi intervindrà el pare. Després de 20 dies, els petits deixen el niu. De vegades poden fer dues cries.

## Subespècies[11][12]
- Jynx torquilla chinensis (Hesse, 1911).[13] Xina[14]
- Jynx torquilla himalayana (Vaurie, 1959).[15] Nord-oest de l'Himàlaia: des del Pakistan fins a Himachal Pradesh[14]
- Jynx torquilla mauretanica (Rothschild, 1909).[16] Nord-oest d'Àfrica[14]
- Jynx torquilla sarudnyi (Loudon, 1912).[17] Des dels Urals fins al riu Ienissei[14]
- Jynx torquilla torquilla (Linnaeus, 1758).[18] Major part d'Euràsia (llevat d'algunes àrees meridionals). Hiverna a Àfrica i el sud d'Àsia[14]
- Jynx torquilla tschusii (O. Kleinschmidt, 1907).[19] Còrsega, Itàlia (incloent-hi Sardenya) i la costa de la mar Adriàtica. Hiverna a Àfrica[14]

## Galeria

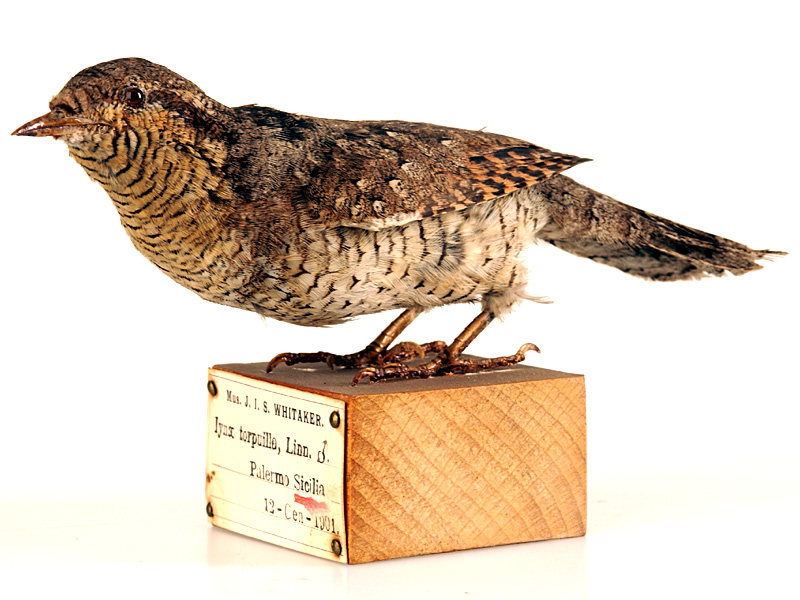
Colltort dissecat
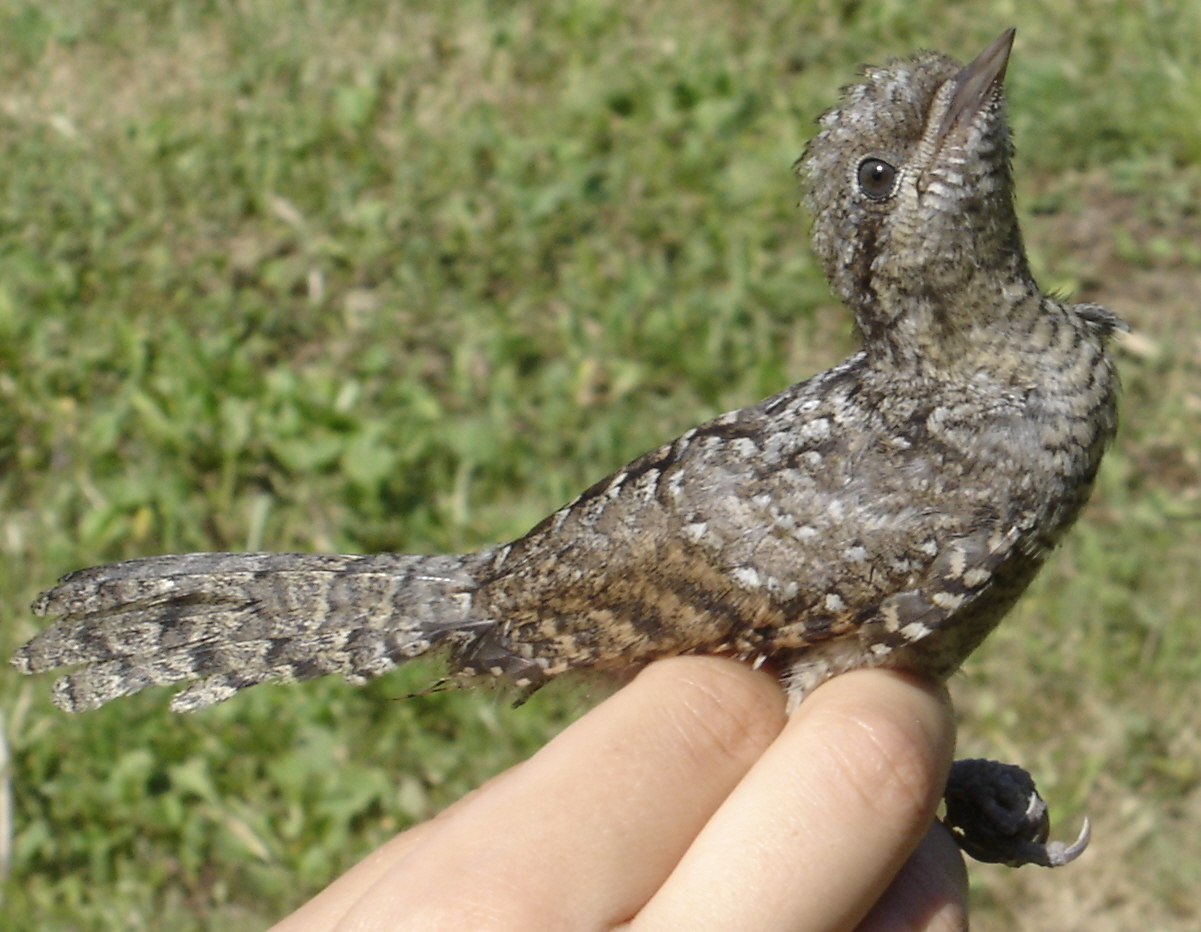
Exemplar immadur de colltort
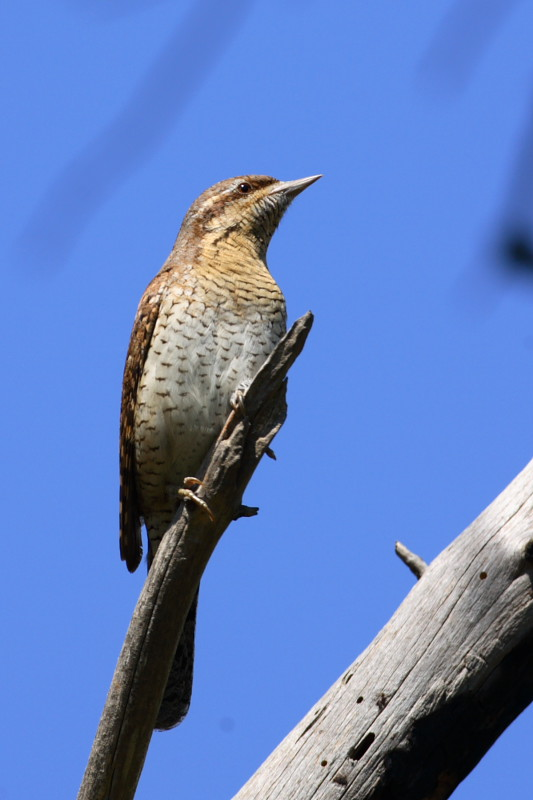
Colltort en una branca